# Ivana Marić
Ivana Marić (Čapljina, 12. studenog 1982.) hrvatska je pop pjevačica. Bila je članica grupe Feminnem od 2004. do 2008. godine kada počinje svoju solističku karijeru. Njene su najpoznatije pjesme "Tebe voljeti", "Ne prilazi" i druge.

### Glazbena karijera
Od rana je djetinjstva pjevala po dječjim festivalima i nastupala u folkloru, a 1999. godine imala je debitantski nastup na festivalu Melodije Mostara s pjesmom "Daj da vratim se" gdje osvaja nagradu za najboljeg debitanta. Nakon toga se još par puta pojavljuje na istom festivalu, a poslije odlazi na školovanje u Zagreb gdje se prijavljuje na audiciju za glazbeni show Hrvatski Idol gdje uspijeva ući među deset najboljih.
2004. godine zajedno s Nedom Parmać i Pamelom Ramljak osniva grupu Feminnem i snimaju prvi singl "Volim te, mrzim te", a već 2005. godine nastupaju na Pjesmi Eurovizije u Kijevu kao predstavnice Bosne i Hercegovine. Nakon toga izdaju prvi studijski album Feminnem Show i nekoliko upješnih singlova "Dva srca i jedna ljubav", "Reci nešto, al' ne šuti više" i druge, a početkom 2008. godine Ivana napušta grupu i započinje solističku karijeru.
Iste godine sudjeluje u reality showu Farma, a nakon toga objavljuje prvi singl "Tebe voljeti". Godine 2009. izdaje drugi singl "Ne prilazi" s kojim nastupa na 14. HRF-u, a nakon toga slijede singlovi "Trn i cvijet", "Izdajica" i drugi. Početkom 2013. godine izdaje svoj prvi samostali album Hodaj u izdanju diskografske kuće Croatia Records.

### Diskografija
Studijski albumi
- 2013. – Hodaj

## Filmografija
- "Zauvijek susjedi" kao Kika (2007.)